# ورقة نقدية من فئة عشرة بيزو فلبينية
ورقة العشرة بيزو الفلبينية (بالفلبينية: Sampung Piso (₱10) فئة من العملة الفلبينية. في أحدث إصداراتها، يظهر أبوليناريو مابيني وأندريس بونيفاسيو على وجه الورقة، بينما يظهر على الوجه الآخر كنيسة باراسوين ومشهد من ميثاق الدم لكاتيبونيروس.
تُداوت هذه الورقة النقدية حتى إلغاء تداول الأوراق النقدية الرئيسية بموجب سلسلة التصميم الجديد في 3 يناير 2018. توقف طباعتها في عام 2001 واستُبدلت بالعملات المعدنية.

## تاريخ

### ما قبل الاستقلال
- 1852: أصدر El Banco Español Filipino de Isabel II (بنك جزر الفلبين حاليًا) أوراقًا نقدية من فئة 10 بيزو فويرتيس.

|              | سلسلة 1852 | سلسلة 1877 | سلسلة 1896 |
| ------------ | ---------- | ---------- | ---------- |
| الوجه والظهر |            |            |            |

- ١٩٠٣: أصدرت جزر الفلبين شهادات فضية. تحمل صورة جورج واشنطن.[3]
- 1908: أصدر بنك إسبانيول الفلبيني أوراقًا نقدية.[4]
- 1918: إصدار شهادات الخزانة الفلبينية مع صورة جورج واشنطن.
- 1920: أصدر بنك BPI أوراقًا نقدية.[5]
- 1936: أصدر بنك بنجاب الوطني أوراقًا نقدية.[6]
- ١٩٣٧: أصدرت الكومنولث الفلبيني شهادة خزينة. تحمل صورة جورج واشنطن. طُبعت كلمة "النصر" على ظهر هذه السلسلة لاحقًا بعد تحرير الفلبين من الحكم الياباني عام ١٩٤٤.[7]
- ١٩٤٢: أصدرت الحكومة اليابانية سلسلة[8]، يظهر فيها مزارع في غابة على يمين الوجه، مع كتابة "عشرة بيزو" في المنتصف. وفي عام ١٩٤٤، صدرت نسخة أخرى، تحمل هذه المرة نصب ريزال التذكاري على يمين الوجه. ولم تعد هذه الأوراق النقدية متداولة قانونيًا بعد التحرير.
- 1949: سلسلة النصر، من هنا صدر في عام 1949 في الخلف "النصر، البنك المركزي للفلبين" في الخلف

### تاريخ الإصدار
|            | فيلبيني (1936-1941) | سلسلة النصر رقم 66 (1944) | سلسلة الأوراق النقدية من Victory-CBP (1949) |
| ---------- | ------------------- | ------------------------- | ------------------------------------------- |
| وجه العملة |                     |                           |                                             |
| يعكس       |                     |                           |                                             |

### استقلال

#### سلسلة الفلبينيين (1969–1974)
في عام ١٩٦٧، استبدل أبوليناريو مابيني صور غومبورزا. يغلب على الورقة النقدية الآن اللون البني. يظهر على الوجه الآخر كنيسة باراسوآن، حيث وُضع دستور مالولوس وافتتحت أول جمهورية فلبينية. عُدِّل تصميم الوجه لاحقًا، وغُيِّر خط كتابة "جمهورية الفلبين" و "سامبونغ بيسو"، وغُيِّر لون صورة مابيني إلى درجة أفتح من البني، وأُضيفت خطوط هندسية على الجانبين ومنطقة العلامة المائية.
المسلسلات الإنجليزية (1951–1974)
تتميز بصور ماريانو جوميز وخوسيه بورغوس وجاسينتو زامورا، والمعروفين مجتمعين باسم جومبورزا، وهم ثلاثة كهنة فلبينيين أُعدموا في 17 فبراير 1872، في باغومبايان في مانيلا، الفلبين، من قبل السلطات الاستعمارية الإسبانية بتهمة التخريب الناجم عن تمرد كافيت عام 1872. يتميز الوجه الخلفي بنصب أوردانيتا وليجاسبي التذكاري.

#### سلسلة أنج باجونج ليبونان (1973–1996)
في عام 1973، أُضيفت نص "Ang Bagong Lipunan" وطُبعت على منطقة العلامة المائية.

#### سلسلة التصميم الجديد (1985–2018)
في عام ١٩٨٥، أُعيد تصميم الورقة النقدية بالكامل، لكن صورة مابيني بقيت كما هي. وظهرت على الجانب الأيمن عناصر جديدة تتعلق بمسيرة مابيني المهنية، وتحديدًا " الحوار الحقيقي " (El Verdadero Decalogo) الذي كان بمثابة مقدمة لدستور مالولوس، مستخدمًا ريشة ومحبرة. صمم الورقة النقدية رافائيل أسونسيون.
بعد إنشاء "Bangko Sentral ng Pilipinas" في عام 1993، دُمجت شعارها الجديد في جميع فواتير سلسلة New Design.
في عام 1997، أُضيفت صورة أندريس بونيفاسيو بجانب مابيني، وأُضيفت عناصر من حركة كاتيبونان على الجانب الأيمن من الفاتورة؛ أحد أعلام كاتيبونان وكارتيليا نغ كاتيبونان. كما غُير تصميم الوجه الخلفي. أُضيف مشهد من ميثاق دم كاتيبونيروس، الذي ظهر سابقًا في سلسلة الفلبينيين وأنغ باجونج ليبونان فئة 5 ₱، على الجانب الأيمن من كنيسة باراسوآن. أُضيفت سنة الطباعة في أسفل قيمة الفئة الموجودة في الزاوية اليسرى العليا من الوجه الأمامي. ومع ذلك، فإن منطقة العلامة المائية لا تزال تتميز فقط بأبوليناريو مابيني وكان الخيط الأمني المدمج على الجانب الأيمن من توقيع محافظ بنك بنزويك حتى عام 1998، وبالتالي فإن الأوراق النقدية التي تحمل صورة أندريس بونيفاسيو من عام 1997 إلى عام 1998 تستخدم الورق الذي من المفترض أن يطبع عليه الإصدار الأصلي لعام 1985 من الورقة النقدية التي تحمل صورة أبوليناريو مابيني فقط.
في عام 1998، أُضيفت أندريس بونيفاسيو إلى منطقة العلامة المائية للورقة النقدية وتم محاذاة الخيط الأمني المدمج بجانب الصورة.
في عام 1999، أُضيفت أسماء الموقعين على الأوراق النقدية بدءًا من الأوراق النقدية التي تحمل توقيع الرئيس جوزيف استرادا.
في عام 2001، أُوقفت طباعة هذه الورقة النقدية بعد أن أصدر بنك بانجكو سنترال نج فيليبيناس فئة جديدة من العملات المعدنية بقيمة 10 بيزو في عام 2000، حيث استخدمت الأوراق النقدية الأحرف "FM" وكانت توقيعات الرئيسة جلوريا ماكاباجال أرويو ومحافظ بنك باهوجان ساماج رافائيل ب. بوينافينتورا هي البادئة الأخيرة المستخدمة والدفعة الأخيرة من الأوراق النقدية المطبوعة أثناء إنتاجها (حيث تأتي الدفعة الأخيرة في مجلد).
ومع ذلك، استمرت الأوراق النقدية الموجودة، إلى جانب الأوراق النقدية من فئة 5 بيزو، في التداول بشكل شائع من عام 2001 إلى عام 2004، ومن عام 2004 حتى إلغاء تداول الأوراق النقدية الرئيسية بموجب سلسلة التصميم الجديد في 3 يناير 2018، كانت لا تزال تقع على عاتق بنك الفلبين المركزي (مع تقديم الأوراق النقدية القديمة في يناير 2018 فقط لأولئك الذين حصلوا على إيصال يوضح أنهم ذهبوا إلى البنك المركزي قبل الموعد النهائي للتقديم في 29 ديسمبر 2017 بسبب عدم القدرة على استيعاب العديد من الأفراد الذين حاولوا استبدال أوراقهم النقدية بسبب العدد غير المتوقع من الأشخاص الذين وصلوا) على الرغم من أنها نادراً ما يتم تداولها الآن.

### تاريخ الإصدار
|            | المسلسلات الانجليزية (1951–1971) | سلسلة الفلبينيين (1969–1974) | سلسلة أنج باجونج ليبونان (1973–1996) | تصميم جديد/سلسلة BSP (1985–2018) |
| ---------- | -------------------------------- | ---------------------------- | ------------------------------------ | -------------------------------- |
| وجه العملة |                                  |                              |                                      |                                  |
| يعكس       |                                  |                              |                                      |                                  |

## إصدارات تذكارية
طوال فترة وجودها، كانت ورقة العشرة بيزو تُطبع غالبًا لإحياء ذكرى أحداث معينة، وهي:
- تنصيب الرئيس فرديناند ماركوس: أصدر بنك الفلبين المركزي هذه الورقة النقدية التذكارية عام ١٩٨١، وهي تحمل صورة الرئيس فرديناند ماركوس. كُتبت حولها عبارة "PANGULO NG PILIPINAS - FERDINAND E. MARCOS" مع التاريخ "HUNYO 30, 1981" أسفلها. يوجد نسختان من الطباعة الفوقية، إحداهما بياقة عريضة والأخرى بياقة ضيقة.[20]

## سنوات الطباعة
| سلسلة الأوراق النقدية    | سنة       | رئيس الفلبين           | حاكم BSP                 |
| ------------------------ | --------- | ---------------------- | ------------------------ |
| المسلسلات الانجليزية     | 1951–1953 | إلبيديو كويرينو        | ميغيل كوادرنو الأب       |
| المسلسلات الانجليزية     | 1953–1957 | رامون ماجسايساي        | ميغيل كوادرنو الأب       |
| المسلسلات الانجليزية     | 1957–1960 | كارلوس ب. جارسيا       | ميغيل كوادرنو الأب       |
| المسلسلات الانجليزية     | 1961      | كارلوس ب. جارسيا       | أندريس في. كاستيلو       |
| المسلسلات الانجليزية     | 1961–1965 | ديوسدادو ب. ماكاباجال  | أندريس في. كاستيلو       |
| المسلسلات الانجليزية     | 1970      | فرديناند إي. ماركوس    | جريجوريو س. ليكاروس      |
| سلسلة الفلبينيين         | 1969–1970 | فرديناند إي. ماركوس    | ألفونسو كالالانج         |
| سلسلة الفلبينيين         | 1970–1973 | فرديناند إي. ماركوس    | جريجوريو س. ليكاروس      |
| سلسلة أنج باجونج ليبونان | 1973–1981 | فرديناند إي. ماركوس    | جريجوريو س. ليكاروس      |
| سلسلة أنج باجونج ليبونان | 1981–1984 | فرديناند إي. ماركوس    | خايمي سي لايا            |
| سلسلة أنج باجونج ليبونان | 1984–1985 | فرديناند إي. ماركوس    | خوسيه ب. فرنانديز جونيور |
| سلسلة التصميم الجديد     | 1985–1986 | فرديناند إي. ماركوس    | خوسيه ب. فرنانديز جونيور |
| سلسلة التصميم الجديد     | 1986–1990 | كورازون سي. أكينو      | خوسيه ب. فرنانديز جونيور |
| سلسلة التصميم الجديد     | 1990–1992 | كورازون سي. أكينو      | خوسيه إل. كويسيا جونيور  |
| سلسلة التصميم الجديد     | 1992–1993 | فيدل في راموس          | خوسيه إل. كويسيا جونيور  |
| سلسلة التصميم الجديد     | 1993–1998 | فيدل في راموس          | غابرييل سي. سينغسون      |
| سلسلة التصميم الجديد     | 1998–1999 | جوزيف استرادا          | غابرييل سي. سينغسون      |
| سلسلة التصميم الجديد     | 1999–2001 | جوزيف استرادا          | رافائيل ب. بوينافينتورا  |
| سلسلة التصميم الجديد     | 2001      | غلوريا ماكاباجال أرويو | رافائيل ب. بوينافينتورا  |